# Farrukhnagar
Farrukhnagar è una città dell'India di 9.520 abitanti, situata nel distretto di Gurgaon, nello stato federato dell'Haryana. In base al numero di abitanti la città rientra nella classe V (da 5.000 a 9.999 persone).

## Geografia fisica
La città è situata a 28° 26' 60 N e 76° 49' 0 E e ha un'altitudine di 222 m s.l.m..

## Società

### Evoluzione demografica
Al censimento del 2001 la popolazione di Farrukhnagar assommava a 9.520 persone, delle quali 5.040 maschi e 4.480 femmine. I bambini di età inferiore o uguale ai sei anni assommavano a 1.312, dei quali 727 maschi e 585 femmine. Infine, coloro che erano in grado di saper almeno leggere e scrivere erano 6.128, dei quali 3.677 maschi e 2.451 femmine.